# VfL-Stadion am Elsterweg
Il VfL-Stadion am Elsterweg è uno stadio di calcio situato a Wolfsburg, in Germania. È stato inaugurato il 10 ottobre 1947 e ha una capacità di circa diciassettemila spettatori ed utilizzato dalla prima squadra del Wolfsburg fino al 2002, anno di apertura della Volkswagen-Arena.